# Enola Holmes (film)
Enola Holmes – brytyjski kryminalny film młodzieżowy z 2020 roku w reżyserii Harry'ego Bradbeera. Jego scenariusz napisał Jack Thorne na podstawie serii książek Nancy Springer The Enola Holmes Mysteries.

## Fabuła
Gdy matka nastoletniej siostry Sherlocka Holmesa znika, jej najstarszy brat, Mycroft, postanawia ją wysłać do pensji. Ona chce jednak iść w ślady Sherlocka i ucieka ze szkoły, po czym natrafia na spisek związany z młodym lordem Tewkesburym.

## Obsada
Źródła:
- Millie Bobby Brown jako Enola Holmes
- Henry Cavill jako Sherlock Holmes
- Sam Claflin jako Mycroft Holmes
- Helena Bonham Carter jako Eudoria Holmes
- Louis Partridge jako Tewkesbury
- Burn Gorman jako Linthorn
- Adeel Akhtar jako Lestrade
- Susan Wokoma jako Edith
- Hattie Morahan jako Lady Tewkesbury
- Fiona Shaw jako panna Harrison

## Produkcja
Zdjęcia do filmu ruszyły w Londynie. Sceny kolejowe nakręcono w hrabstwie Worcestershire: na dworcach w Arley i Kidderminster oraz na Victoria Bridge, moście położonym na trasie Severn Valley Railway. Filmowa rezydencja rodziny Holmesów Ferndell Hall została "zagrana" przez Benthall Hall w hrabstwie Shropshire. Wnętrza sfilmowano w West Horsley Place w hrabstwie Surrey. Wykorzystano również kilka lokacji w londyńskim Westminsterze, Ashridge w hrabstwie Hertfordshire oraz rezydencję Luton Hoo pod Luton w hrabstwie Bedfordshire.

## Odbiór

### Reakcja krytyków
Film spotkał się z pozytywną reakcją krytyków. W agregatorze recenzji Rotten Tomatoes 91% z 207 recenzji uznano za pozytywne, a średnia ocen wystawionych na ich podstawie wyniosła 7,1 na 10. Z kolei w agregatorze Metacritic średnia ważona ocen z 31 recenzji wyniosła 68 punktów na 100.

## Kontynuacja
13 marca 2021 ogłoszono oficjalnie kontynuację filmu, pod tytułem Enola Holmes 2. Sequel kręcono na przełomie 2021 i 2022. W serwisie Netflix pojawił się 4 listopada 2022.